# Peshata
Peshata je česká zoopunková (melodický punk rock s veselými texty o životě zvířat) hudební skupina pocházející z Tábora a hrající od roku 1997.

## Diskografie
- Ze života zvířat (1997, demo)
- Zvířátka nemohou zasadit kouzelný strom (1998, demo)
- Děti ze stanice ZOO (2000)
- Pěkná šlamastyka (2002)
- Hra na doktora (2006)
- Svět za sifonem (2010)
- Anarchy In The ZOO (2015)